# Karyés

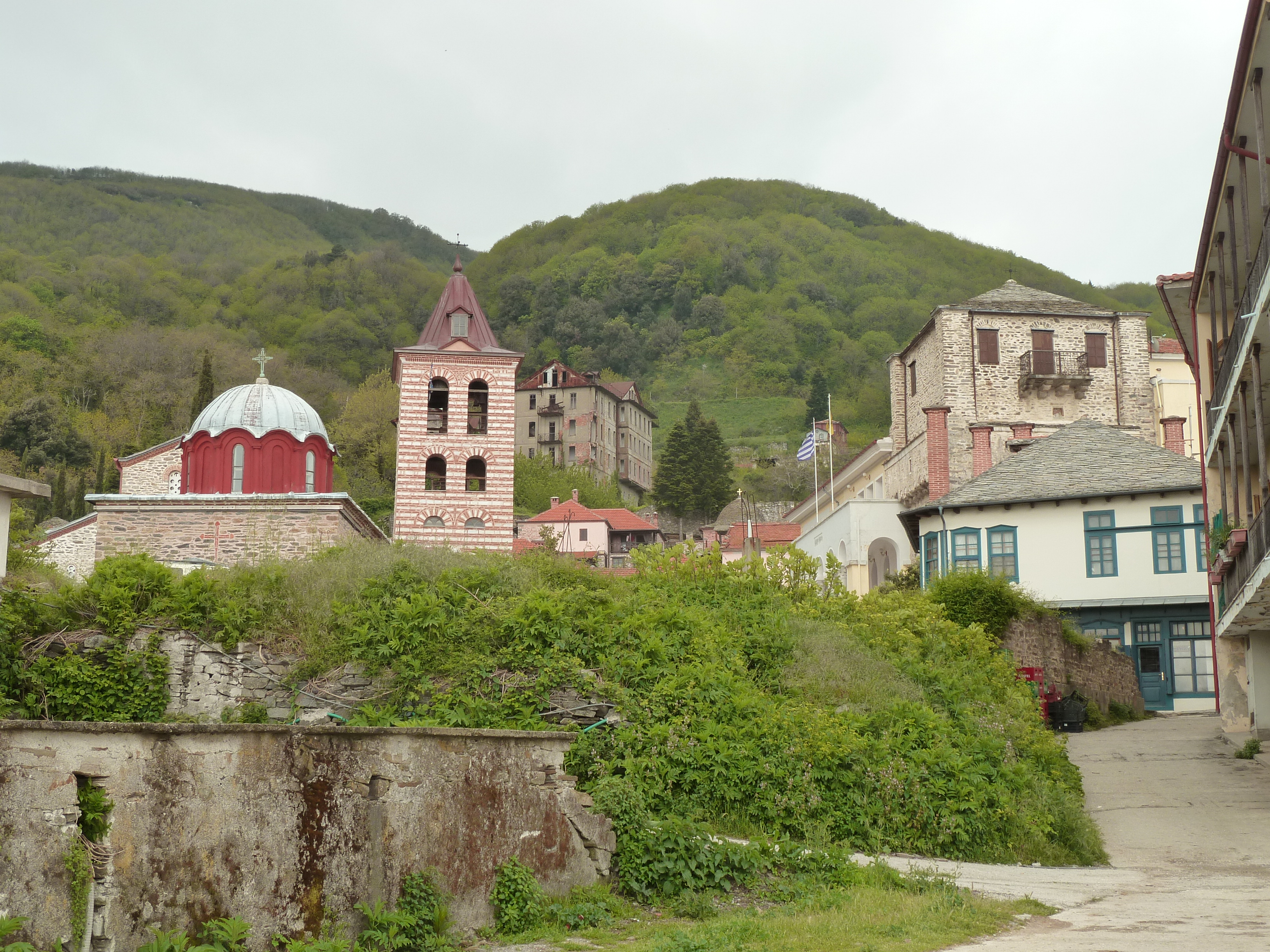

Karyés (řecky Καρυές) je největší obydlené místo na Athosu v Řecku. Je sídlem duchovní i světské administrativy tohoto mnišského státu. V roce 2001 mělo 233 obyvatel. Hlavní kostel je pojmenován Protaton, podle Protose, který vede klášterní komunitu.

## Historie
Srbský biskup Svatý Sáva postavil kostel a poustevnu (kelia) v místě, kde stojí Karyés, když se tam pobýval několik let, stal se Jeromonachem a poté Archimandritou v roce 1201. Během svého pobytu napsal Karyes Typicon a mramorový nápis potvrzující jeho práci stále existuje.
V roce 1283 při křížové výpravě za byzantského císaře Michaele VIII. Palaiologa bylo Karyés napadeno. Protos byl umučen a pověšen, jeho kostel zničen a zavražděno bylo mnoho mnichů. Na tyto mučedníky mniši vzpomínají každoročně v pravoslavných kostelech 5. prosince podle tradičního juliánského kalendáře, což je 18. prosince podle gregoriánského kalendáře.